# Eduardo Navarro Beltrán
Eduardo Navarro Beltrán es un economista, académico y empresario chileno, actual gerente general de Empresas Copec, grupo que en materia forestal es uno de los mayores a nivel mundial.
Hijo menor de un industrial de origen riojano que tuvo una empresa textil y luego una imprenta, creció en el barrio República, en pleno centro de la capital chilena.
Se formó en el Liceo Alemán y luego en el Instituto Nacional General José Miguel Carrera, ambos de la capital. En 1984 se matriculó en la carrera de ingeniería comercial en la Pontificia Universidad Católica (PUC), casa de estudios donde obtuvo las menciones tanto en administración como en economía, además de un magíster en esta última disciplina.
En sus años universitarios tuvo una activa participación en el centro de alumnos de su escuela. Hacia el final de su carrera se involucró en política, cuando decidió trabajar por la campaña del Sí en el plebiscito de octubre de 1988.
Inició su vida laboral como ejecutivo en Citicorp. En 1990 pasó, por una gestión de Felipe Lamarca, a la Compañía de Petróleos de Chile (Copec), específicamente a su unidad de estudios. Abandonó el área doce años más tarde convertido en gerente de la misma.
Asumió su actual cargo a fines de 2003, cuando Copec fue transformada en holding y la filial de combustibles adoptó dicha denominación. Durante su administración, la empresa, y más específicamente su subsidiaria Celulosa Arauco y Constitución, enfrentó la crisis derivada de la muerte de cisnes en el río Cruces, en la zona centro-sur de Chile, hecho atribuido a la descarga de residuos industriales líquidos por parte de la unidad.
También durante su gestión el holding ingresó con un 9,5% a la propiedad de la generadora Colbún, operación que le implicó desembolsar unos US$ 222 millones.